# Kazuchika Okada
Kazuchika Okada (岡田かずちか Okada Kazuchika?) (Anjo, Aichi; 8 de noviembre de 1987) es un luchador profesional japonés, que actualmente trabaja en All Elite Wrestling (AEW). Okada ha sido 8 veces Campeón Mundial al haber sido cinco veces Campeón Peso Pesado de la IWGP y dos veces Campeón Mundial Peso Pesado de la IWGPuna vez y actual AEW Unified Championship AEW Unified Championship. Fue dos veces ganador de la New Japan Cup 2013 y 2019, también ha ganado en cuatro ocasiones el G1 Climax (2012, 2014, 2021 y 2022).
Okada tiene el récord del reinado más largo como Campeón Peso Pesado de la IWGP, con 720 días en su cuarto reinado, mismo reinado por el cual tiene el récord de defensas más exitosas, con doce, superando a Hiroshi Tanahashi con once anteriormente.

## Carrera en la lucha libre profesional

### Carrera temprana (2004-2007)
Okada fue entrenado por Último Dragón en su escuela de lucha libre Toryumon, debutando el 29 de agosto de 2004 ante Negro Navarro. Luego comenzó a luchar en Toryumon México, en donde ganaría la Copa Young Dragons 2005. Okada también tendría apariciones en compañías independientes de Estados Unidos y Canadá. 

### New Japan Pro-Wrestling (2007-2010)
En 2007, Okada comenzaría a trabajar en New Japan Pro-Wrestling, siendo enviado a NJPW Dojo, donde recibiría más entrenamiento. Debutó en la compañía el 26 de agosto de 2007, perdiendo ante Tetsuya Naito. Okada se lesionaría durante esa lucha, por lo que regresaría en abril de 2008, comenzando a ser considerado un peso pesado y no peso junior. Comenzaría a tener protagonismo durante la rivalidad de NJPW contra Pro Wrestling NOAH, teniendo participaciones destacadas ante luchadores como Takashi Sugiura y Go Shiozaki. También lucharía ante luchadores del alto cartel como Shinsuke Nakamura, Hirooki Goto o Tajiri, aunque perdería dichos encuentros. En enero de 2010, NJPW anunció que Okada sería enviado a TNA, para poder desarrollarse más como luchador. Okada tendría su última lucha en Japón el 31 de enero de 2010, siendo derrotado por el entonces Campeón Mundial IWGP Hiroshi Tanahashi.

### Total Nonstop Action Wrestling (2010-2011)

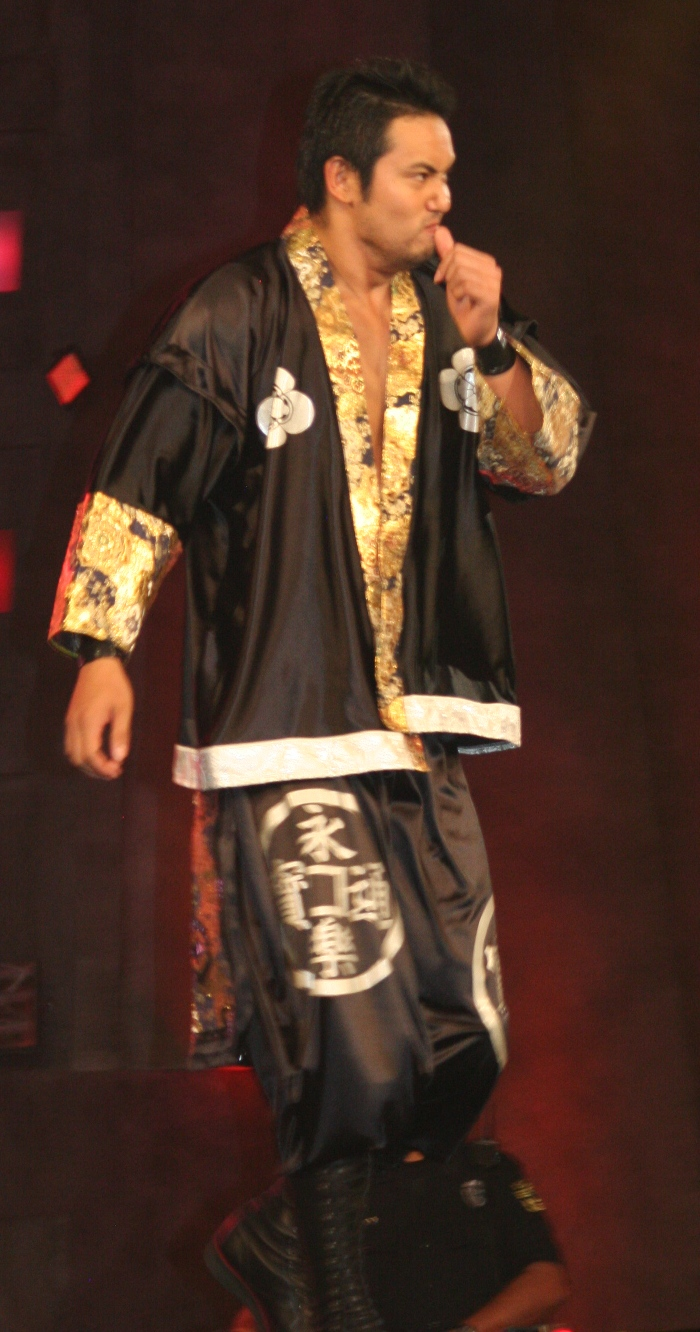
Okada durante una grabación de un episodio de TNA Xplosion en julio de 2010.

Okada debutaría en TNA el 16 de febrero de 2010 en Impact!, perdiendo ante Alex Shelley en un dark match. En las grabaciones del 9 de marzo, sería derrotado ante Jay Lethal en un dark match, y el 23 de marzo en un dark match ante Daniels. Debutaría en televisión el 6 de abril en el show Xplosion, haciendo equipo con Homicide y siendo derrotados por Generation Me (Jeremy Buck y Max Buck). La misma semana, Okada comenzaría a luchar en eventos en vivo de la compañía. El 4 de mayo en Xplosion haría equipo nuevamente con Homicide, siendo derrotados Ink Inc. (Jesse Neal y Shannon Moore). El 17 de mayo en Xplosion sería derrotado por el entonces Campeón de la División X Doug Williams, en una lucha no titular. Okada debutaría en Impact! el 15 de julio, atacando a los exluchadores de ECW que intentaban quedarse con el show. En las grabaciones del 9 de agosto tendría su primera victoria en TNA, derrotando a Kid Kash en un dark match. El 8 de octubre en Xplosion, junto con su compatriota Kiyoshi, serían derrotados por Ink Inc. El 26 de noviembre en Xpolsion sería derrotado por Rob Terry. Y el 17 de diciembre por Stevie Richards. Okada y Kiyoshi tendrían su revancha ante Ink Inc. el 7 de diciembre en Xplosion, pero serían derrotados otra vez.
El 20 de enero de 2011, Okada haría su segunda aparición en Impact!, siendo presentado como el camarógrafo que Samoa Joe había contratado para seguir a D´Angelo Dinero. Okada comenzaría a ser conocido como Okato, teniendo su primera aparición en un PPV de TNA el 13 de febrero, en el evento Against All Odds, no dejando a Dinero salir del ring durante su lucha con Joe. Luego de perder, Dinero atacaría a Joe y Okato. Tendría su primera lucha en Impact! el 24 de marzo, derrotando a Dinero por descalificación. Posteriormente, sería conocido como Okada. El 21 de junio en Xplosion sería derrotado por Alex Shelley, en la primera ronda del torneo Xplosion Championship Challenge. El 13 de octubre, el perfil de Okada fue borrado de la página de TNA. Posteriormente, NJPW terminaría su relación con la compañía. Aunque no tuvo mucho protagonismo en TNA, Okada cree que su tiempo allí fue beneficioso para él, ya que aprendió a que necesitaba más que dar una buena lucha. Necesitaba un personaje. 

### Regreso a NJPW (2011-2024)

#### Apariciones esporádicas (2011)
El 14 de diciembre de 2010, NJPW anunció que Okada, quien estaba en TNA en aquel momento, regresaría a la compañía el 4 de enero de 2011 en el evento Wrestle Kingdom V, donde junto con Hirooki Goto fueron derrotados por los luchadores de Pro Wrestling NOAH Takashi Sugiura y Yoshihiro Takayama.Okada regresaría a TNA nuevamente, haciendo su siguiente aparición en NJPW el 13 de mayo en el primer evento de la compañía en Estados Unidos, Invasion Tour 2011, donde fue derrotado por MVP en la primera ronda de un torneo para coronar al primer Campeón Intercontinental IWGP. El 14 de mayo haría equipo con Ryusuke Taguchi y Togi Makabe, siendo derrotados por Davey Richards, Homicide y Rhino. El 15 de mayo haría equipo con Charlie Hass, Josh Daniels y Tiger Mask, siendo derrotados por Chaos (Shinsuke Nakamura, Gedo, Jado y Yujiro Takahashi). Regresaría el 4 de enero de 2012 en el evento Wrestle Kingdom VI, derrotando a Yoshi-Hashi, quien regresaba de su entrenamiento con el Consejo Mundial de Lucha Libre (CMLL).

#### Regreso (2012-2024)

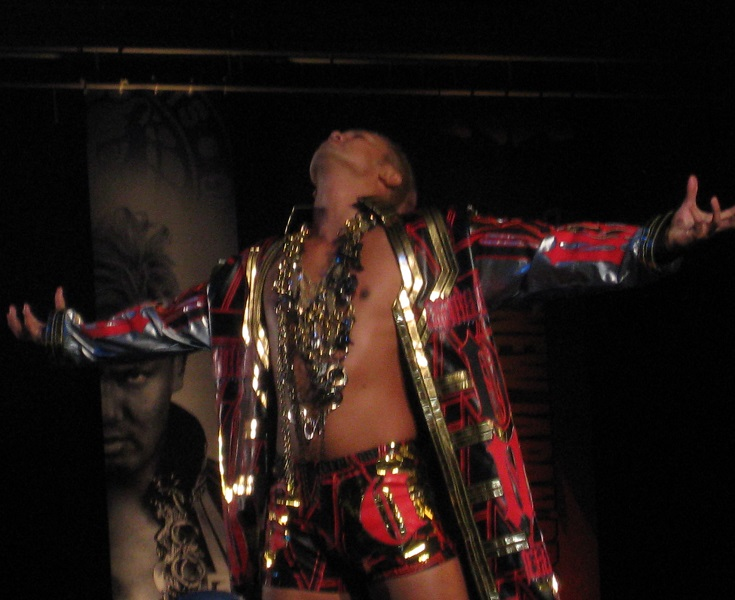
Okada en su pose de Rainmaker en febrero de 2012.

Luego de finalizar Wrestle Kingdom VI, Okada desafiaría al entonces Campeón Mundial IWGP Hiroshi Tanahashi a una lucha por el campeonato. En la conferencia de prensa del día siguiente, Okada anunció que se había unido a Chaos, facción heel de la compañía, y reclutando a su nuevo compañero de equipo Gedo como su representante y portavoz. Comenzando a ser apodado como "The Rainmaker", Okada cambiaría la escritura japonesa de su nombre, y describiendo su personalidad como una combinación de tres estilos de lucha libre, tomando las dropkicks de México, el espíritu de lucha de Japón y el entretenimiento de Estados Unidos. El 12 de febrero en el evento The New Beginning, Okada derrotaría a Tanahashi para ganar por primera vez el Campeonato Mundial IWGP. Lo defendería por primera vez el 4 de marzo en el evento del 40 Aniversario de NJPW, derrotando a Tetsuya Naito. El 3 de mayo en el evento Wrestling Dontaku, Okada tendría su segunda defensa titular al vencer al ganador de la New Japan Cup 2012 y entonces Campeón Intercontinental IWGP Hirooki Goto. El 16 de junio en Dominion 6.16, Okada perdería el campeonato ante Hiroshi Tanahashi, luego de 125 días de reinado. 
Okada ganaría el torneo G1 Climax 2012, luego de derrotar a Karl Anderson en la final, y siendo el luchador más joven en ganar el torneo. Okada anunció que quería su oportunidad por el Campeonato Mundial IWGP el 4 de enero de 2013 en Wrestle Kingdom 7, firmando el contrato para la lucha el 6 de septiembre de 2012. Sin embargo, Okada debería defender su contrato, tendiendo su primera defensa exitosa el 8 de octubre en el evento King Of Pro Wrestling, derrotando a Karl Anderson. El 11 de noviembre en el evento Power Struggle lo defendería con éxito nuevamente tras derrotar a Hirooki Goto. Posteriormente en el evento, luego de que Hiroshi Tanahashi defendería con éxito el Campeonato Mundial IWGP ante Yujiro Takahashi, se anunció oficialmente la lucha ante Okada. Sería uno de los participantes del torneo World Tag League 2012, junto con Yoshi-Hashi, terminando con un récord de tres victorias y tres derrotas, sin poder avanzar a semifinales. El 10 de diciembre, Tokyo Sports nombraría a Okada con el premio MVP del puroresu del año 2012. Su lucha contra Tanahashi el 16 de junio sería nombrada la mejor del año. 
El 4 de enero de 2013 en Wrestle Kingdom 7, Okada sería derrotado por Tanahashi, no logrando ganar el campeonato. El 15 de enero Okada renovó contrato con NJPW, desestimando los rumores de un contrato con WWE. En febrero, Chaos comenzaría una rivalidad con Suzuki-Gun, por lo que el 10 de febrero en el evento The New Beginning, Okada sería derrotado por el líder de la facción Minoru Suzuki, tras una interferencia de Taichi. Okada ganaría la New Japan Cup 2013, tras derrotar a Hirooki Goto en la final, convirtiéndose en contendiente Número 1 al Campeonato Mundial IWGP. El 7 de abril en el evento Invasion Attack, Okada derrotaría al entonces campeón Hiroshi Tanahashi, ganando el campeonato por segunda vez. El 3 de mayo en el evento Wrestling Dontaku, Okada tendría su primer defensa con éxito tras derrotar a Minoru Suzuki. Su segunda defensa exitosa fue en el evento Dominion 6.22, derrotando a Togi Makabe. El 20 de julio lo defendió con éxito ante el entonces Campeón Peso Junior IWGP Prince Devitt. Okada participó en el G1 Climax 2013, siendo eliminado luego de perder ante Satoshi Kojima. El 18 de agosto, Okada haría una aparición especial fuera de NJPW, en la compañía DDT Pro Wrestling, derrotando a Kota Ibushi en una lucha no titular. El 29 de septiembre en el evento Destruction derrotaría a Satoshi Kojima, siendo su cuarta defensa del campeonato. El 14 de octubre en King of Pro Wrestling, Okada defendería exitosamente el campeonato derrotando a Hiroshi Tanahashi, diciendo Tanahashi que sería su última lucha por el campeonato. Posteriormente, Okada se autoproclamaría como el nuevo "ace" de NJPW. Okada defendería el campeonato exitosamente el 9 de noviembre en Power Struggle, derrotando a Karl Anderson, a quien había derrotado en la final del G1 Climax 2012. Okada participaría en el World Tag League 2013, junto con Yoshi-Hashi, quedando penúltimos en su bloque y no logrando avanzar a semifinales. Posteriormente, NJPW pondría a votación del público cuál sería el evento principal de Wrestle Kingdom 8, siendo Okada vs. el ganador del G1 Climax 2013 Tetsuya Naito por el Campeonato Mundial IWGP y Shinsuke Nakamura vs. Hiroshi Tanahashi por el Campeonato Intercontinental IWGP las opciones. El 9 de diciembre, se dieron a conocer las votaciones, teniendo Okada y Naito aproximadamente la mitad de los votos que Nakamura y Tanahashi, y perdiendo su lugar en el evento principal del mayor evento de NJPW. Ese mismo día, Okada ganaría nuevamente el premio MVP de Tokyo Sports. 

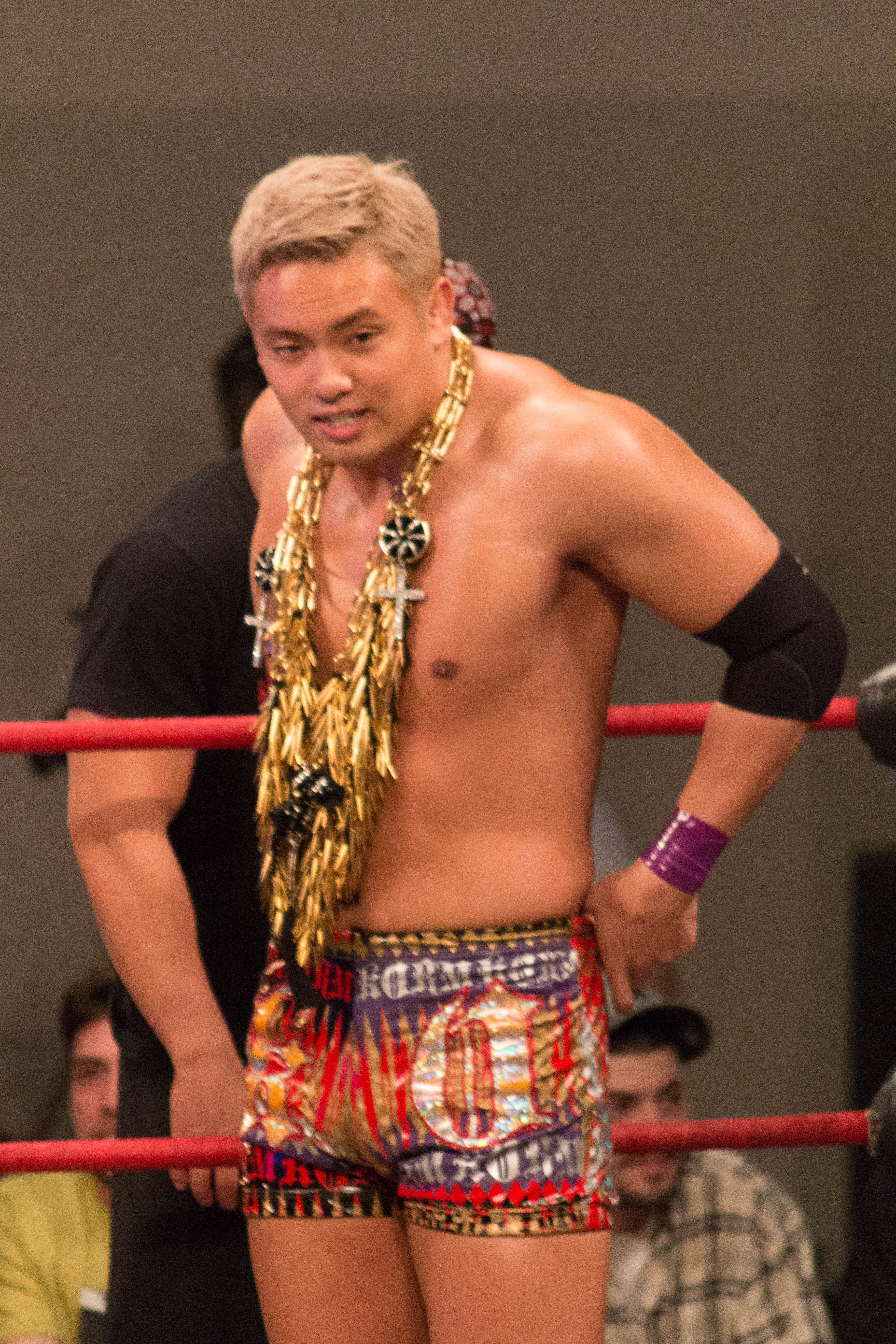
Okada en mayo de 2014.

El 4 de enero de 2014 en Wrestle Kingdom 8, Okada derrotaría a Naito, defendiendo con éxito su campeonato. El 11 de febrero en el evento The New Beginning in Osaka lo defendería exitosamente ante Hirooki Goto. El 6 de abril en el evento Invasion Attack, Okada conocería a su nuevo retador, luego de que el miembro del Bullet Club AJ Styles lo desafiara, diciéndole a Okada que seguía siendo el mismo novato que cuando estuvo en TNA. El 3 de mayo en el evento Wrestling Dontaku el reinado de Okada llegaría a su fin, luego de ser derrotado por Styles, luego de que Yujiro Takahashi traicionara a Chaos y se uniera al Bullet Club. El 17 de mayo en el evento War Of The Worlds, durante la gira de NJPW por Estados Unidos, Okada tendría su revancha por el campeonato, en una lucha de Triple Threat donde estuvo Michael Elgin, siendo Styles quien ganaría la contienda. Okada tendría su siguiente oportunidad por el campeonato el 25 de mayo en el evento Back To The Yokohama Arena, siendo derrotado por Styles. El 10 de agosto, Okada ganaría el G1 Climax 2014, tras derrotar al miembro de Chaos Shinsuke Nakamura. El 21 de septiembre en el evento Destruction In Kobe, Okada se uniría a Yoshi-Hashi para enfrentar a los entonces Campeones de Parejas IWGP Doc Gallows y Karl Anderson en una lucha titular, siendo derrotados. El 23 de septiembre en el evento Destruction In Okayama Okada defendería su contrato del G1 Climax 2014 con éxito ante Karl Anderson. El 13 de octubre en el evento King Of Pro Wrestling tendría una nueva defensa exitosa tras derrotar a Tetsuya Naito. Okada se asociaría nuevamente con Yoshi-Hashi en el World Tag League 2014, teniendo un récord de cuatro victorias y tres derrotas, sin lograr avanzar a la final.
El 4 de enero de 2015 en Wrestle Kingdom 9, Okada lucharía por el Campeonato Mundial IWGP, siendo derrotado por el entonces campeón Hiroshi Tanahashi. Luego, Okada comenzaría una rivalidad con el miembro del Bullet Club Bad Luck Fale, quien lo derrotaría en varias ocasiones. El 5 de abril en Invasion Attack, Okada lograría derrotar a Fale. Posteriormente, Okada anunció sus intenciones de ganar el Campeonato Mundial IWGP, atacando al entonces campeón AJ Styles tras el evento. El 5 de julio en el evento Dominion 7.5 in Osaka-jo Hall, Okada derrotaría a Styles, ganando el campeonato por tercera vez. Okada participaría del G1 Climax 2015, teniendo un récord de 7 victorias y 2 derrotas, sin lograr avanzar a la final. El 16 de agosto comenzaría una rivalidad con Genichiro Tenryu, quien lo eligiría como su rival para su lucha de retiro. El 15 de noviembre, Okada derrotaría a Tenryu. El 7 de diciembre, Okada ganaría su tercer premio MVP del Tokyo Sports, mientras que su lucha con Tenryu fue nombrado combate del año. En diciembre, Okada renovaría con NJPW. Sin embargo, la compañía le ofrecería un contrato de 200 millones de yenes, ya que era su máxima estrella.

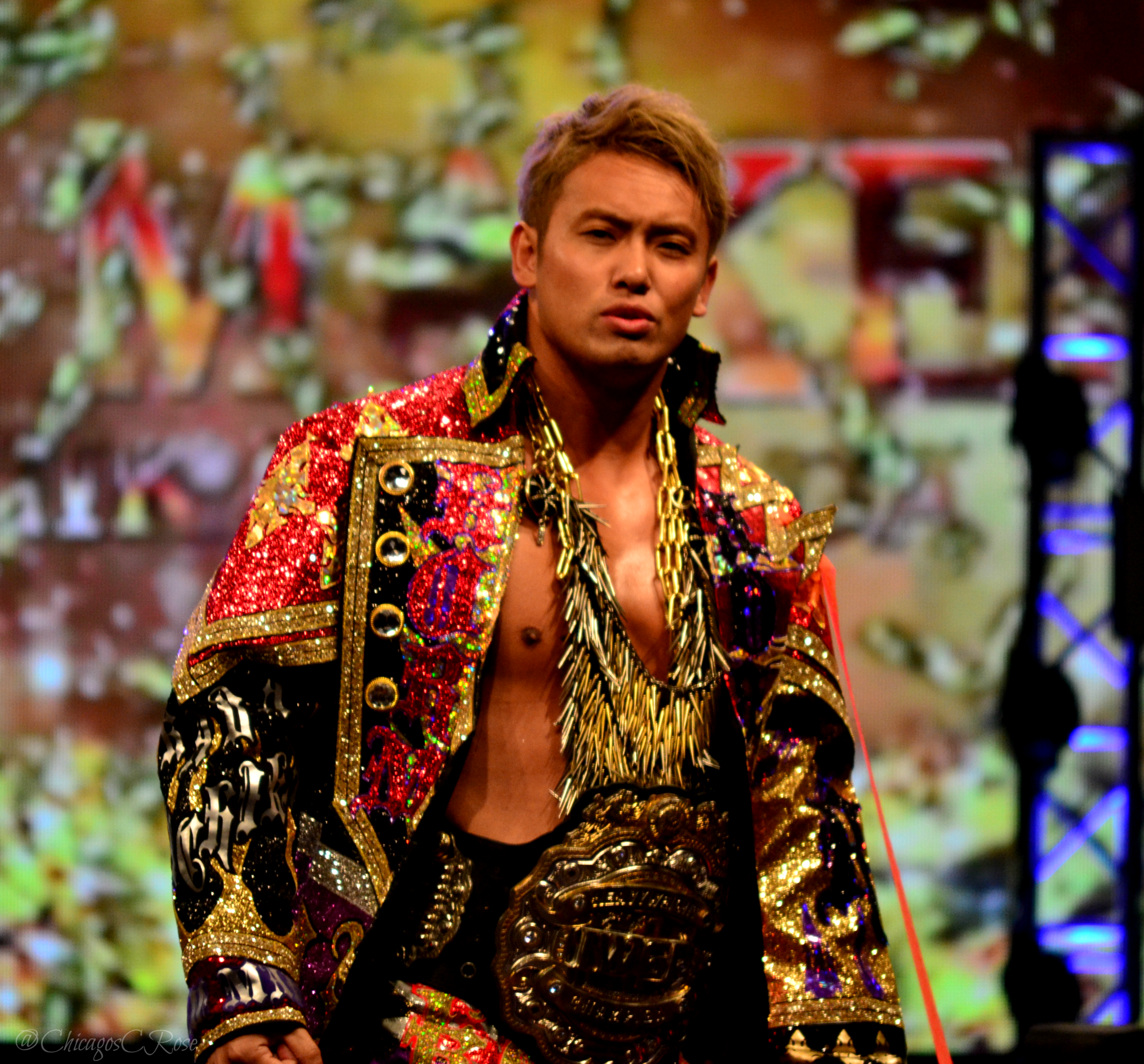
Okada como el Campeón Peso Pesado de la IWGP en febrero de 2016.

El 4 de enero de 2016 en Wrestle Kingdom 10, Okada defendería con éxito su campeonato tras derrotar al ganador del G1 Climax 2015 Hiroshi Tanahashi. El 11 de febrero en el evento The New Beginning in Osaka, Okada defendería con éxito el campeonato derrotando a Hirooki Goto. El 10 de abril en el evento Invasion Attack, Okada perdería el campeonato ante el ganador de la New Japan Cup 2016 Tetsuya Naito, tras la interferencia de los miembros de Los Ingobernables de Japón Bushi, Evil y Sanada. El 3 de mayo en Wrestling Dontaku, Okada derrotaría a Sanada. El 19 de junio en el evento Dominion 6.19 in Osaka-jo Hall, Okada ganaría el campeonato por cuarta vez luego de derrotar a Tetsuya Naito. Okada participaría del G1 Climax 2016, sin lograr avanzar a la final. El 10 de octubre en el evento King Of Pro Wrestling, Okada defendería con éxito el campeonato derrotando al luchador de Pro Wrestling NOAH Naomichi Marufuji. Esa lucha sería nombrada la mejor del año por Tokyo Sports. 
El 4 de enero de 2017 en Wrestle Kingdom 11, Okada defendería con éxito el campeonato derrotando al ganador del G1 Climax 2016 Kenny Omega. El periodista de lucha libre Dave Meltzer, de Wrestling Observer, calificó esa lucha con 6 estrellas, agregando que ese podría ser el mejor combate en la historia de la lucha libre profesional y el mejor que haya visto en su vida. El 5 de enero, Okada y Chaos serían atacados por Suzuki-Gun, por lo que el 5 de febrero en el evento The New Beginning in Sapporo, Okada defendería con éxito el campeonato ante Minoru Suzuki. El 9 de abril en Sakura Genesis 2017, Okada defendería con éxito el campeonato derrotando al ganador de la New Japan Cup 2017 Katsuyori Shibata. El 3 de mayo en el evento Wrestling Dontaku, defendería el campeonato con éxito ante Bad Luck Fale. Luego de la lucha, Okada retó a Kenny Omega a una lucha por el campeonato. La revancha entre Okada y Omega fue en el evento Dominion 6.11 in Osaka-jo Hall, donde Okada defendería con éxito el campeonato. El 1 de julio, durante la gira de NJPW en Estados Unidos, en el evento G1 Special in EE.UU, Okada defendería con éxito el campeonato ante Cody. Okada participaría del G1 Climax 2017, teniendo un récord de seis victorias, un empate y dos derrotas, sin lograr avanzar a la final. El 9 de octubre en el evento King Of Pro Wrestling, Okada defendería con éxito el campeonato derrotando a Evil. El 22 de octubre, Okada se convertiría en el luchador con el reinado más largo con el Campeonato Mundial IWGP, rompiendo el récord de 489 días de Shinya Hashimoto. 
El 3 de enero de 2018, Okada rompería el récord de días combinados con el campeonato, superando a Hiroshi Tanahashi, quien tenía 1358 días como campeón. El 4 de enero de 2018 en Wrestle Kingdom 12, Okada derrotaría al ganador del G1 Climax 2017 Tetsuya Naito, defendiendo el campeonato. El 10 de febrero en el evento The New Beginning in Osaka, defendería el campeonato con éxito ante Sanada. El 6 de marzo en el 46 Aniversario de NJPW, Okada derrotaría al Campeón Peso Junior IWGP y miembro de Chaos Will Ospreay en una lucha sin campeonatos en juego. El 21 de marzo, Okada fue desafiado por el título por el ganador de la New Japan Cup Zack Sabre Jr. y en Sakura Genesis pasó a derrotar a Sabre Jr. para empatar el récord de Hiroshi Tanahashi en cuanto a defensas de título con más éxito en un solo reinado con 11 defensas. Después del partido, Okada se enfrentaría a Tanahashi, lo que indica una futura lucha por el título. Se encontrarían en Wrestling Dontaku, donde Okada derrotaría a Tanahashi por su 12.ª defensa exitosa del título, rompiendo el récord de 11 de Tanahashi. Su siguiente rival fue Kenny Omega, a quien enfrentará en dos de tres. coincide sin límite de tiempo para garantizar que no haya posibilidad de empate como en las luchas anteriores entre los dos, así reiniciando su rivalidad. El 9 de junio en Dominion 6.9 in Osaka-jo Hall, Okada perdió su campeonato contra Omega en una lucha de dos de tres caídas concluyendo su reinado de 720 días.
Insatisfecho por su empate en el G1, Tanahashi optó por defender el contrato por su título titular del Wrestle Kingdom 13 contra Okada. El 23 de septiembre en Destruction in Kobe, Okada fue derrotado por Tanahashi.

### Reinado y salida de la empresa
Después de que Will Ospreay renunciara al Campeonato Mundial Peso Pesado IWGP después de Wrestling Dontaku, Okada se enfrentó a Shingo Takagi en Dominion 6.6 en Osaka-jo Hall en un esfuerzo perdedor por el título vacante. En octubre de 2021, Okada ganaría el G1 Climax por tercera vez en su carrera, terminando en la cima de su grupo con 16 puntos (un récord conjunto para bloques G1 de diez hombres) y derrotando a Kota Ibushi en la final del torneo, ganándose otro. Apuntó a Takagi y el campeonato. Después de ganar el G1, Okada solicitó que, en lugar del maletín y el contrato habituales para la oportunidad por el título en Wrestle Kingdom, se le otorgara el antiguo cinturón del Campeonato de Peso Pesado IWGP que Ibushi había retirado a principios de 2021. La solicitud de Okada fue aprobada y apareció en Road a Power Struggle el 25 de octubre con el cinturón, y derrotaría a Tama Tonga en el evento para retener el certificado. El 13 de noviembre, Okada regresó a los Estados Unidos para derrotar a Buddy Matthews en Battle in the Valley. En la noche 1 de Wrestle Kingdom 16, Okada derrotó a Takagi para ganar el Campeonato Mundial Peso Pesado IWGP por primera vez. También lo retendría contra Ospreay que regresa en la Noche 2. En la Noche 3, Okada se asoció con Hiroshi Tanahashi para derrotar a Keiji Mutoh y Kaito Kiyomiya de Pro Wrestling Noah.
La primera defensa del título de Okada se produjo el 20 de febrero, durante la Serie Dorada de Año Nuevo de NJPW, donde derrotó a Tetsuya Naito. Okada una vez más hizo equipo con Tanahashi junto a Tatsumi Fujinami para derrotar a Zack Sabre Jr., Minoru Suzuki y Yoshiaki Fujiwara, en el Show del 50° Aniversario de NJPW el 1 de marzo. El 9 de abril, Okada derrotó a Sabre Jr, quien había ganado la New Japan Cup, en Hyper Batalla. El 1 de mayo, Okada derrotó una vez más a Naito en Wrestling Dontaku. Después de ser atacado por Jay White que regresaba, Okada estaba programado para enfrentarse a White en Dominion 6.12 en Osaka-jo Hall. White derrotó a Okada por el Campeonato Mundial en el evento, poniendo fin al reinado de Okada en 159 días.
También en Dominion, se anunció que Okada sería parte del torneo G1 Climax 32 en julio, donde competiría en el Bloque A. Terminó con 10 puntos, perdiendo solo una vez ante Jonah, para avanzar a las semifinales. En la ronda semifinal, Okada derrotó al ganador del Bloque B, Tama Tonga. En la final, Okada derrotó a Will Ospreay, para ganar su segundo G1 Climax consecutivo y cuarto en general. Al día siguiente, durante una conferencia de prensa, en lugar de recibir un maletín que contenía un contrato para una oportunidad por el título en Wrestle Kingdom, Okada propuso que el ganador del G1 Climax debería ser insertado automáticamente en el evento principal en el Tokyo Dome, en lugar de defender su Oportunidad de título. El 10 de octubre en Declaración de Poder, Okada se vengó de una derrota sufrida durante el G1 Climax 2022 al derrotar a Jonah. Más tarde esa noche, Okada se enfrentó a Jay White, después de que defendiera con éxito el Campeonato Mundial Peso Pesado IWGP, preparando el evento principal de Wrestle Kingdom 17. El 15 de diciembre de 2022, Okada ganó su quinto premio MVP de Tokyo Sports, mientras su combate con Will Ospreay fue nombrado Lucha del Año. Con su quinto premio MVP general, está solo uno detrás de Antonio Inoki en la mayoría de premios MVP generales. El 4 de enero de 2023, en Wrestle Kingdom, Okada derrotó a White, recuperando el Campeonato Mundial Peso Pesado IWGP. Al día siguiente en New Year Dash, Okada se asoció con su viejo rival y nuevo campeón de peso pesado de Estados Unidos IWGP, Kenny Omega, para derrotar a Aaron Henare y Jeff Cobb de United Empire.
Después de su victoria en Wrestle Kingdom 17, Okada comenzó una rivalidad interpromocional con Kaito Kiyomiya, quien era el actual campeón de peso pesado de GHC en Pro Wrestling NOAH. La disputa comenzó en Wrestle Kingdom 17 en Yokohama Arena, una lucha por equipos entre Okada y Togi Makabe de NJPW y Kiyomiya y Yoshiki Inamura de NOAH, se rompió cuando Okada y Kiyomiya peleaban continuamente fuera del ring, debido a que Kiyomiya pateó a Okada en la cabeza y causó hizo sangrar, lo que enfureció a Okada. Esto provocó que la lucha terminara sin competencia cuando Makabe e Inamura intentaron contener a sus compañeros. La rivalidad se intensificó cuando Okada atacó a Kiyamoya en Noah Great Voyage en Osaka, luego de la exitosa defensa del título de Kiyomiya. Unas semanas más tarde, Okada hizo su primera defensa del título mundial de peso pesado IWGP el 11 de febrero en The New Beginning en Osaka, derrotando a Shingo Takagi. Okada hizo una segunda defensa exitosa del título la semana siguiente en Battle in the Valley, derrotando a Hiroshi Tanahashi. El 21 de febrero, Okada derrotó a Kaito Kiyomiya en la Gran Final Keiji Muto Pro-Wrestling "Last" Love. Okada perdió el Campeonato Mundial Peso Pesado IWGP en Sakura Genesis ante el ganador de la Copa New Japan, Sanada, poniendo fin a su segundo reinado a los 94 días.

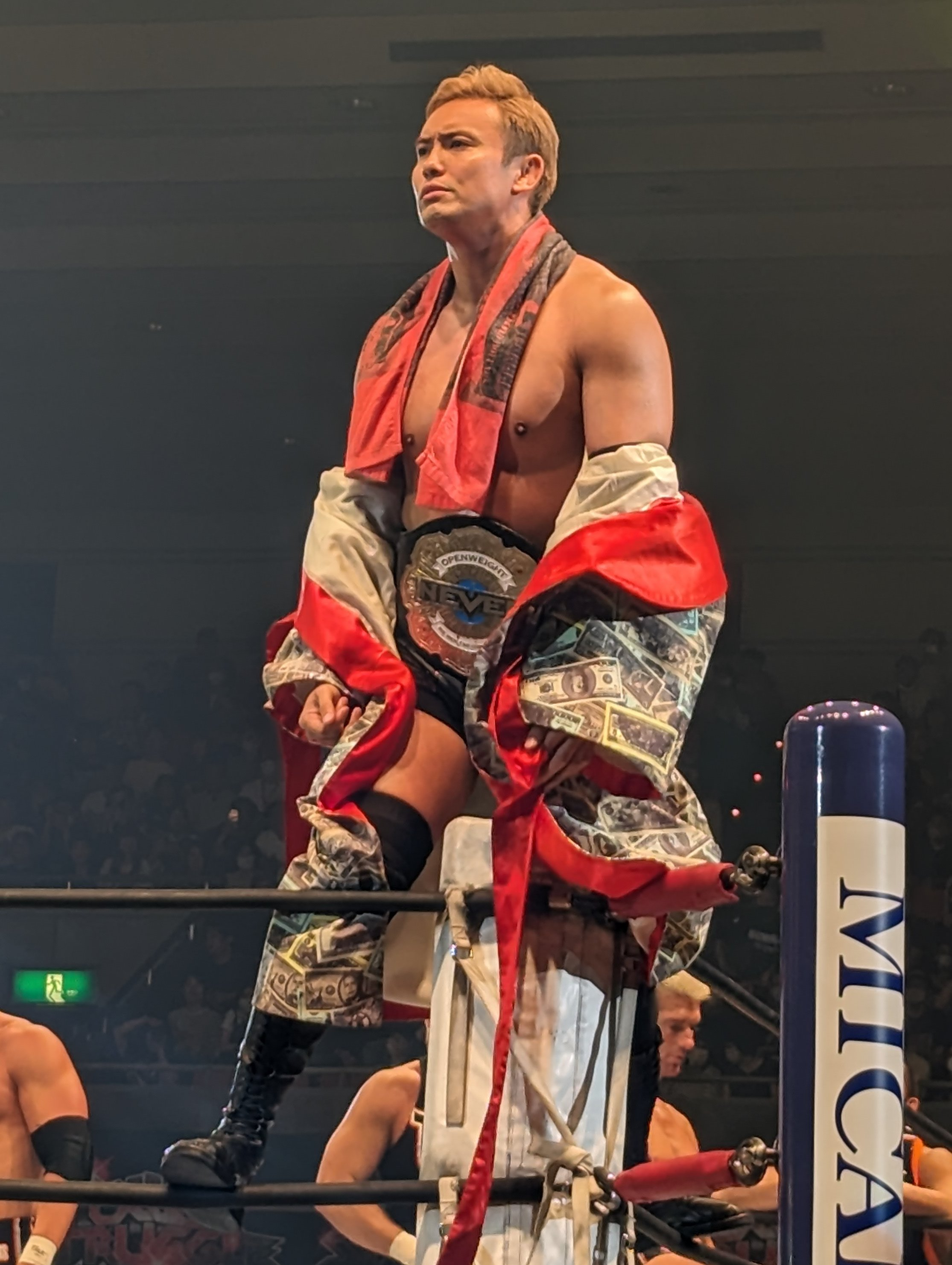
Okada en noviembre de 2023

El 3 de mayo, en Wrestling Dontaku, Okada se asoció con Ishii y Tanahashi para derrotar a Strong Style (Suzuki, El Desperado y Ren Narita) para ganar el NEVER Openweight 6-Man Tag Team Championship, que marca el primer campeonato no mundial/de peso pesado de Okada y el primer campeonato en parejas en toda su carrera de lucha libre. En el evento Dominion 6.4 en Osaka-jo Hall el 4 de junio, Okada, Ishii y Tanahashi defendieron con éxito el Campeonato en Parejas de 6 Hombres NEVER Openweight contra Blackpool Combat Club (BCC) (Jon Moxley y Claudio Castagnoli) y Shota Umino. Después del combate, Moxley anunció que tenía un anuncio para Okada, lo que llevó a que se mostrara un video pregrabado que involucraba a Moxley y al compañero de equipo de BCC de Castagnoli, Bryan Danielson, quien desafió a Okada a un combate futuro. En una conferencia de prensa de NJPW dos días después del evento, Okada aceptó oficialmente el desafío de Danielson, organizando un combate entre los dos en Forbidden Door. Antes del evento, Okada representó a NJPW en All Together Again, que fue un evento conjunto entre las 3 principales compañías de lucha libre de Japón, haciendo equipo con Yuma Aoyagi de All Japan Pro Wrestling (AJPW) y Kenoh de Pro Wrestling Noah (NOAH) para derrotar a Kento Miyahara (AJPW), Kaito Kiyomiya (NOAH) y Hiroshi Tanahashi (NJPW).
Luego de una derrota ante Danielson en Forbidden Door, Okada intentó recuperarse compitiendo en el torneo anual G1 Climax en julio. Okada competiría en el Bloque B, terminando con un récord casi perfecto de 12 puntos, luego de perder ante su rival Will Ospreay. A pesar de esto, Okada terminó en la cima del bloque, avanzando así a la ronda de cuartos de final. Okada derrotó a Zack Sabre Jr y Evil para avanzar a la final. En la final del torneo, Okada perdió ante Tetsuya Naito, marcando la primera derrota de Okada en una final G1. Okada, Tanahashi e Ishii continuaron defendiendo sus campeonatos en parejas de 6 hombres de Never Openweight, derrotando a Impact Wrestling, Motor City Machine Guns (Alex Shelley y Chris Sabin) y Josh Alexander, en Destruction en Ryōgoku en octubre. Otra defensa exitosa del título se realizó el mes siguiente en Power Struggle, donde el trío derrotó a TMDK (Mikey Nicholls, Shane Haste y Zack Sabre Jr. Después del combate, Bryan Danielson apareció en el titantron, desafiando a Okada a una revancha en Wrestle Kingdom 18. lo cual Okada aceptó inmediatamente. El 4 de enero de 2024, en Wrestle Kingdom 18, Okada derrotó a Danielson, vengando su derrota en Forbidden Door. Después del combate, los dos hombres se inclinaron el uno al otro, mostrando su respeto mutuo.
En enero de 2024, NJPW anunció que Okada no renovaría su contrato a finales de ese mes y dejaría de ser un luchador de tiempo completo para la compañía después de cumplir con sus fechas en la serie de eventos The New Beginning un mes después.

### Consejo Mundial de Lucha Libre (2018)
El 17 de agosto de 2018, Okada hizo su debut en la empresa mexicana Consejo Mundial de Lucha Libre haciendo equipo con Negro Casas y Último Guerrero para derrotar a Diamante Azul, Valiente y Místico en Arena México.

## Otros Medios

### Filmografía

#### Películas
| Año  | Título                    | Papel       | Notas |
| ---- | ------------------------- | ----------- | ----- |
| 2018 | My Dad is a Heel Wrestler | Dragon Joji |       |

#### Televisión
| Año     | Título                      | Papel    | Notas       |
| ------- | --------------------------- | -------- | ----------- |
| 2009    | Atashinchi no Danshi        | Goro     |             |
| 2015    | World Trigger               | Él mismo | Voz         |
| 2015    | Tamiou                      | Okada    |             |
| 2016    | Future Card Buddy Fight 100 | Él mismo | Voz         |
| 2016–18 | 99.9 Criminal Lawyer        | Él mismo | 2 episodios |

#### Doblaje
| Año  | Título     | Papel         | Notas  |
| ---- | ---------- | ------------- | ------ |
| 2022 | Black Adam | por confirmar | [ 41 ] |

## Campeonatos y logros
- All Elite Wrestling

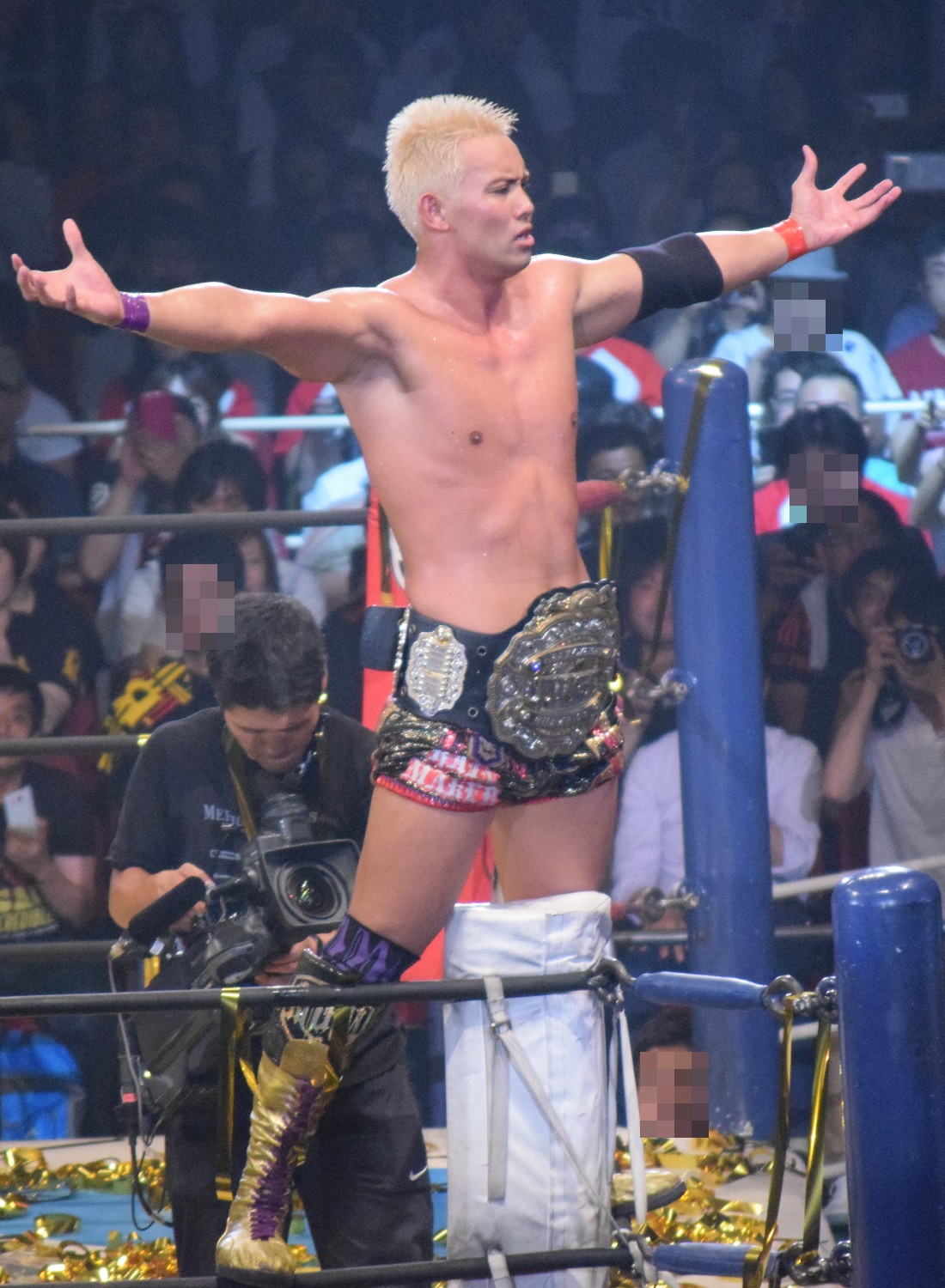
Okada como Campeón Peso Pesado de la IWGP.

  - AEW Continental Championship (1 vez, actual)
  - AEW International Championship (1 vez, actual)
  - AEW Continental Classic (2024)

- New Japan Pro-Wrestling/NJPW
  - IWGP World Heavyweight Championship (2 veces)
  - IWGP Heavyweight Championship (5 veces)
  - NEVER Openweight 6-Man Tag Team Championship (1 vez) – con Hiroshi Tanahashi & Tomohiro Ishii (1)
  - G1 Climax (2012, 2014, 2021 y 2022)
  - New Japan Cup (2013 y 2019)

- Toryumon
  - Young Dragons Cup (2005)

- Pro Wrestling Illustrated
  - Feudo del año (2017) vs. Kenny Omega.
  - Lucha del año (2017) vs. Kenny Omega (Wrestle Kingdom 11, 4 de enero).
  - Lucha del año (2018) vs. Kenny Omega (Dominion 6.9 in Osaka-jo Hall, 9 de junio)
  - Clasificado en el puesto n.º 230 en los PWI 500 de 2010[42]
  - Clasificado en el puesto n.º 286 en los PWI 500 de 2011[43]
  - Clasificado en el puesto n.º 40 en los PWI 500 de 2012[44]
  - Clasificado en el puesto n.º 5 en los PWI 500 de 2013[45]
  - Clasificado en el puesto n.º 5 en los PWI 500 de 2014[46]
  - Clasificado en el puesto n.º 27 en los PWI 500 de 2015[47]
  - Clasificado en el puesto n.º 2 en los PWI 500 de 2016[48]
  - Clasificado en el puesto n.º 1 en los PWI 500 de 2017[49]
  - Clasificado en el puesto n.º 3 en los PWI 500 de 2018[50]
  - Clasificado en el puesto n.º 5 en los PWI 500 de 2019[51]
  - Clasificado en el puesto n.º 6 en los PWI 500 de 2020[52]
  - Clasificado en el puesto n.º 25 en los PWI 500 de 2021[53]
  - Clasificado en el puesto n.º 2 en los PWI 500 de 2022[54]
  - Clasificado en el puesto n.º 7 en los PWI 500 de 2023[55]
  - Clasificado en el puesto n.º 21 en los PWI 500 de 2024[56]

- Tokyo Sports
  - Best Bout Award (2012) vs. Hiroshi Tanahashi (16 de junio)
  - Best Bout Award (2014) vs. Shinsuke Nakamura (10 de agosto)
  - Best Bout Award (2015) vs. Genichiro Tenryu (15 de noviembre)
  - Best Bout Award (2016) vs. Naomichi Marufuji (18 de julio)
  - Best Bout Award (2017) vs. Kenny Omega (4 de enero)
  - MVP Award (2012, 2013, 2015)

- Wrestling Observer Newsletter
  - Lucha 5 Estrellas (2013) vs. Hiroshi Tanahashi el 7 de abril
  - Lucha 5 Estrellas (2013) vs. Hiroshi Tanahashi el 14 de octubre
  - Lucha 5 Estrellas (2016) vs. Hiroshi Tanahashi el 4 de enero
  - Lucha 5 Estrellas (2016) vs. Tomohiro Ishii el 6 de agosto
  - Lucha 6 Estrellas (2017) vs. Kenny Omega el Wrestle Kingdom 11
  - Lucha 5 Estrellas (2017) vs. Katsuyori Shibata el 9 de abril
  - Lucha 6¼ Estrellas (2017) vs. Kenny Omega el 11 de junio
  - Lucha 6 Estrellas (2017) vs. Kenny Omega el 12 de agosto
  - Lucha 5½ Estrellas (2018) vs. Hiroshi Tanahashi el 4 de mayo
  - Lucha 7 estrellas (2018) vs. Kenny Omega en Dominion 6.9 el 9 de junio
  - Lucha 5 estrellas (2018) vs. Hiroshi Tanahashi el 10 de agosto
  - Lucha 5 estrellas (2018) vs. Hiroshi Tanahashi en Destruction in Kobe el 23 de septiembre
  - Lucha 5 estrellas (2018) con Tomohiro Ishii vs. Kenny Omega & Kota Ibushi en Fighting Spirit Unleashed el 30 de septiembre
  - Lucha 5 estrellas (2019) vs. Sanada en New Japan Cup 2019 - Tag 12 el 24 de marzo
  - Lucha 5¾ estrellas (2019) vs. Will Ospreay en G1 Climax 2019 - Tag 7 el 20 de julio
  - Lucha 5 estrellas (2019) vs. Sanada el 3 de agosto
  - Lucha 5 estrellas (2019) vs. Kota Ibushi el 10 de agosto
  - Lucha 5½ estrellas (2020) vs. Kota Ibushi en Wrestle Kingdom 14 in Tokyo Dome: Day 1  el 4 de enero
  - Lucha 5 estrellas (2020) vs. Tetsuya Naito en Wrestle Kingdom 14 in Tokyo Dome: Day 2  el 5 de enero
  - Lucha 5¼ estrellas (2019) vs. Shingo Takagi en G1 Climax 2020 - Day 13 el 10 de octubre
  - Lucha 5¼ estrellas (2021) vs. Will Ospreay en Wrestle Kingdom 15 in Tokyo Dome: Day 1  el 4 de enero
  - Lucha 5¾ estrellas (2022) vs. Will Ospreay en Wrestle Kingdom 16 in Tokyo Dome: Day 2  el 5 de enero
  - Lucha 5¾ estrellas (2022) vs. Will Ospreay en G1 Climax 2022 - Day 20 el 18 de agosto
  - Mejor Maniobra de Lucha (2012) Rainmaker
  - Mejor Maniobra de Lucha (2013) Rainmaker
  - Feudo del año (2012) vs. Hiroshi Tanahashi
  - Feudo de Año (2013) vs. Hiroshi Tanahashi
  - Mayor Progreso (2012)
  - Lucha del Año (2013) vs. Hiroshi Tanahashi el 7 de abril
  - Lucha del Año (2016) vs. Hiroshi Tanahashi el 4 de enero